# Saeid Esmaeilzadeh
Saeid Esmaeilzadeh, född 12 augusti 1974 i Teheran i Iran, är en svensk kemist och entreprenör som grundat över 30 bolag. Han är idag[när?] arbetande styrelseordförande för det familjeägda investmentbolaget EHAB, Esmaeilzadeh Holding, som har över hundra företag i sin portfölj och som han grundat tillsammans med sin syster Mouna Esmaeilzadeh. Tidigare har han bland annat grundat bolagsgruppen Serendipity Innovations, Serendipity Ixora AB. Åren 2012–2014 satt Esmaeilzadeh med i styrelsen för Kungl. Ingenjörsvetenskapsakademiens (IVA) Näringslivsråd. 2015 är han ledamot i den svenska regeringens referensgrupp med entreprenörer.

## Biografi
Saeid Esmaeilzadeh är född i Teheran och kom som åttaåring med familjen till stadsdelen Husby i Stockholm. Esmaeilzadeh startade sin akademiska bana på Stockholms universitet där han studerade kemi och religionshistoria innan han inledde sina forskarstudier vid 21 års ålder. År 2000 disputerade han vid Stockholms universitet på doktorsavhandlingen Crystal chemistry of manganese tantalum oxides. År 2002 blev Esmaeilzadeh docent vid samma universitet.
Esmaeilzadehs föräldrar har båda varit engagerade i den iranska oppositionsgruppen folkets mujahedin och hans äldre bror är en högt uppsatt medlem där.[källa behövs] Saeid Esmaeilzadeh och hans syster Mouna är också engagerade i kampen om kvinnors fri- och rättighetsfrågor i regimen.
I oktober 2016 publicerade Emma Ahlén Pouya boken Miljardmakarna - Flyktingarna som byggde ett affärsimperium som beskriver Saeid Esmaeilzadehs och Ashkan Pouyas resa från miljonprogrammens förorter till att idag vara några av Sveriges mest framgångsrika och nyskapande entreprenörer. Tillsammans med ekonomen och barndomsvännen Ashkan Pouya grundade Saeid Esmaeilzadeh Serendipity innovations år 2004. Sedan dess har Esmaeilzadeh varit med och skapat nya innovativa företag baserade på ledande akademisk forskning inom bolag som IRRAS, Episurf, Xbrane Biopharma och Sdiptech. 
2018 såldes det första bolaget duon startat ihop under Serendipity Innovations, DiaMorph, för 1,5 miljarder SEK och i samband med detta grundade Saeid Esmaeilzadeh sitt privata, helägda holdingbolag Dr. Saeid AB. Samma år  grundade Dr. Saeid AB venture capital-fonden Hidden Dreams och 2020 investeringsverksamheten Novedo AB . Samma år grundade Esmaeilzadeh också Mirovia Group AB, en bolagsgrupp med nischade IT-konsultbolag .
2021 startade Dr. Saeid AB ytterligare två investeringsverksamheter: Centripetal Capital som investerar i mogna, digitala plattformsbolag under tillväxt som Acamp, Aibetic, Airmee, Sitoo, Meds och Nextory och Rebellion capital tillsammans med Serendipity-veteranen Amin Omrani. 
Samma år grundade han tillsammans med systern Mouna Esmaeilzadeh bolagsgruppen Esmaeilzadeh Holding, ett holdingbolag som investerar i onoterade, långsiktiga och nischade innehav inom de tre segmenten Operational Group investments, Venture Capital investments and Liquid Assets.

## Forskning
Under 2002 genomförde Esmaeilzadeh ett projekt som gick ut på att studera kristaller baserade på kiselnitrid. I försöken smältes kiselnitrid och tillsatsämnen vid hög temperatur och fick sedan långsamt svalna så att det bildades kristaller ur smältan som uppnår en temperatur på mellan 1 500 och 2000 grader. En natt hände något oväntat när kylvattnet till ugnen försvann, vilket medförde att ugnen stängdes av. Det ledde till att keramsmältan istället för att kylas av långsamt, stelnade hastigt. Resultatet blev misslyckat och istället för kristaller fick Esmaeilzadeh en liten gulaktig transparent glasbit. Han upptäckte så småningom att han hade fått ett helt nytt material (silikatglas) med intressanta egenskaper. Han hade lyckats hitta en metod att framställa nitrid-baserade glasmaterial. Det visade sig att dessa material har hög kemisk flexibilitet, att de enkelt förenar sig med andra ämnen som metaller, samtidigt som de är mycket hårdare, har hög värmetålighet, magnetiska egenskaper samt ett brytningsindex som är nästan lika högt som hos diamanter. Saeid Esmaeilzadeh sökte tillsammans med Ashkan Pouya patent för det nya glasmaterialet som blev grunden för materialutvecklingsföretaget Diamorph AB som är inriktat på glas och keramer.
2022 publicerade Esmaeilzadeh tillsammans med Nima Sanandaji och Mouna Esmaeilzadeh rapporten Nordic Innovation Triangle som bland annat uppmärksammar hur företag utanför de nordiska huvudstäderna spelar stor roll för innovationskraft i regionen. 
2023 publicerar journalen Economic Affairs artikeln "The evolution of Swedish market model" som Saeid tillsammans med forskarna Nima Sanandaji, Viktor Ström och Mouna Esmaeilzadeh.  
Esmaeilzadeh Holding, ger 2023 ett bidrag till den oberoende forskningsstiftelsen Entreprenörskapsforum.

## Urval utmärkelser och priser
Saeid Esmaeilzadeh tilldelades 2008 års Kemiteknikpris, 1 kg silver, från Svenska Kemiingenjörers Riksförening.  Han tilldelades priset för sitt arbete med materialutveckling och då speciellt av ett extremt hårt glas med en rad unika och intressanta egenskaper.
Han fick 2008 tillsammans med kompanjonen Ashkan Pouya första pris "Best student paper" för sin publikation "Phantom Innovations- a launching pad for innovation processes", på ISPIM-konferensen  (The International Society for Professional Innovation Management) Innovations Symposium i Singapore.
Esmaeilzadeh tilldelades 2010, återigen tillsammans med Ashkan Pouya, H.M Konung Carl XVI Gustafs pris Årets Nybyggare Pionjär 2010, 
Esmaeilzadeh fick hedersomnämnandet "Månadens stockholmare" 2011.
Esmaeilzadeh invaldes 2017 till ledamot av Kungl. Ingenjörsvetenskapsakademien. Sedan 2018 har han varit medlem i styrgruppen av projektet  Research2Business - ett projekt som IVA driver med syfte att stärka Sverige i att vara ledande på att omvandla akademisk forskning till innovation och konkurrenskraft i näringslivet.
2017 vinner Saeid Esmaeilzadeh och Ashkan Pooya pris för Stockholmsregionens främsta entreprenörer i EY:s entreprenörsutmärkelse EY Entrepreneur Of The Year. 
Esmaeilzadeh är medlem i Prins Daniels Fellowship  sedan 2017.
År 2018 tilldelas Ashkan Pouya och Saeid Esmaeilzadeh Näringslivismedaljen av Prins Daniel. 

### Familj
Saeid Esmaeilzadeh är bror till entreprenören, hjärnforskaren och TV-profilen Mouna Esmaeilzadeh.

## Företag Saeid Esmaeilzadeh byggt (i urval)
- Serendipity Ixora, Serendipity Group 2004-2018[28]
  - Diamorph
  - Xbrane Biopharma
  - OrganoClick
  - Episurf
  - Sdiptech
  - Voff Science
- Dr. Saeid, Esmaeilzadeh Holding 2018-
  - Hidden Dreams (2018)
    - Chaintraced (2018)
    - Vivologica (2018)
    - Vivium (2020)
    - Wirba (2020)
    - Wisello (2021)

  - Esmaeilzadeh Holding
    - Botello (2018)
    - Samfastigheter i Norden (2018)
    - Dentalum (2020)
    - Novedo (2021)
    - Lyvia Group (2021)
    - Mirovia (2020)
    - Centripetal (2020)
    - Rebellion Capital (2021)

### Fotnoter
1. ↑  ”De okända miljardbyggarna”. Dagens Nyheter. 25 mars 2016. Arkiverad från originalet den 27 mars 2016. https://web.archive.org/web/20160327203822/http://www.dn.se/kultur-noje/de-okanda-miljardbyggarna/.
2. ↑   Näringslivsrådet, Kungliga Vetenskapsakademien, http://www.iva.se/Om-IVA/Naringslivsradet/Board-members/ Arkiverad 22 januari 2013 hämtat från the Wayback Machine.
3. ↑   Regeringen, http://www.regeringen.se/pressmeddelanden/2015/02/ny-entreprenorskapsutredning//
4. ↑   Månadens Stockholmare, Stockholms Stad, http://www.stockholm.se/Fristaende-webbplatser/Fackforvaltningssajter/Stadsledningskontoret/Manadens-stockholmare/Tidigare-manadens-stockholmare/2011/
5. ↑  Esmaeilzadeh, Saeid (2000). Crystal chemistry of manganese tantalum oxides. Stockholm: Institutionen för fysikalisk kemi, oorganisk kemi och strukturkemi. sid. 116. ISBN 91-7265-047-8
6. ↑   Entrepenörskapsforum, http://entreprenorskapsforum.se/natverk/naringspolitiskt-forum/foretagsbyggare-med-35-arsplan/
7. 1 2  ”Syskonen Esmaeilzadeh: ”Vilken sida kommer vi att stå på när historia skrivs?””. Chef. 5 december 2022. https://chef.se/vilken-sida-kommer-vi-att-sta-pa-nar-historia-skrivs/. Läst 15 december 2022.
8. ↑  november 2018, Christer OlssonUppdaterad: 20; november 2018, 14:28Publicerad: 20; 12:10 (20 november 2018). ”Entreprenörerna säljer bolag för miljarder – Gustaf Douglas en av de stora vinnarna”. Dagens industri. https://www.di.se/nyheter/entreprenorerna-saljer-bolag-for-miljarder-gustaf-douglas-en-av-de-stora-vinnarna/. Läst 12 augusti 2021.
9. ↑  ”Dr Saeid - Prisbelönad forskare, entreprenör och investerare”. https://www.drsaeid.com/. Läst 12 augusti 2021.
10. ↑  ”Deras idé – få anställda att våga satsa på hemliga drömmar”. Breakit. https://www.breakit.se/artikel/17295. Läst 25 augusti 2020.
11. ↑  ”Tar sikte på att bygga miljardbolag”. Realtid. https://www.realtid.se/tar-sikte-pa-att-bygga-miljardbolag. Läst 25 augusti 2020.
12. ↑  https://www.breakit.se/artikel/28754/saeid-esmaeilzadeh-plockar-in-1-miljard-till-sin-nya-satsning-vi-har-en-djingis-kahn-strategi
13. ↑  ”Rebellion- för entreprenörer av entreprenörer”. Rebellion. 1 februari 2021. https://rebellioncapital.se. Läst 12 augusti 2021.
14. ↑   Fakultetsnytt Stockholms universitet, nr 2, 2006, http://www.science.su.se/polopoly_fs/1.34938.1320940134!/nr2NY_fakultetsnytt.pdf
15. ↑   Vetenskapsrådet, forskarporträtt, ”Arkiverade kopian”. Arkiverad från originalet den 31 augusti 2010. https://web.archive.org/web/20100831183508/http://www.vr.se/forskningvistodjer/forskarportratt/aldreintervjuermedforskare/hansexperimentmissleddetillsuperglas.4.2d90e1b81116cee9c4e80002508.html. Läst 16 juli 2013.
16. ↑   SVT Vetenskap, Forskarporträtt, (på Vinnovas hemsida) ”Arkiverade kopian”. Arkiverad från originalet den 29 augusti 2013. https://web.archive.org/web/20130829224732/http://vinnova.se/sv/Resultat/Filmen-Livsviktigt/Hart-glas/. Läst 16 juli 2013.
17. ↑   Hemsida Diamorph AB, http://www.diamorph.com
18. ↑  Heed, Pernilla (3 april 2023). ”Esmaeilzadeh Holding ger bidrag till forskning och samhällsdebatt”. Entreprenörskapsforum. https://entreprenorskapsforum.se/2023/04/03/esmaeilzadeh-holding-ger-bidrag-till-forskning-och-samhallsdebatt/. Läst 2 maj 2023.
19. ↑   Sveriges Radio, http://sverigesradio.se/sida/artikel.aspx?programid=412&artikel=2169100/
20. ↑   ISPIM, http://www.ispim.org/index.php/publications#ui-publication-tab4
21. ↑   Länk till publikationen, http://www.academia.edu/323938/The_Phantom_Innovation_a_Launching_Pad_for_Innovation_Processes
22. ↑   Stiftelsen IFS utmärkelse Årets Nybyggare, ”Arkiverade kopian”. Arkiverad från originalet den 30 oktober 2010. https://web.archive.org/web/20101030171817/http://www.ifs.a.se/en/Nyheter/nybyggareriks2010/. Läst 16 juli 2013.
23. ↑   Månadens Stockholmare ”Arkiverade kopian”. Arkiverad från originalet den 18 april 2013. https://archive.is/20130418105753/http://www.stockholm.se/-/Nyheter/Om-Stockholm/Vi-far-inte-nonchalera-klimathotet1/. Läst 16 juli 2013.
24. ↑  ”Arkiverade kopian”. Arkiverad från originalet den 9 augusti 2021. https://web.archive.org/web/20210809074608/https://www.iva.se/publicerat/saeid-esmaeilzadeh-grundare-och-styrelseordforande-for-serendipity-group/. Läst 9 augusti 2021.
25. ↑  https://news.cision.com/se/ey-entrepreneur-of-the-year/r/stockholms-framsta-entreprenorer-ar-flyktingarna-som-byggt-ett-miljardimperium,c2385214
26. ↑  ”Vårt nätverk”. Prins Daniels Fellowship. https://prinsdanielsfellowship.se/vart-natverk/. Läst 25 augusti 2020.
27. ↑  https://via.tt.se/pressmeddelande/naringslivsmedalj-till-saeid-esmaeilzadeh-och-ashkan-pouya-serendipity-group?publisherId=1274213&releaseId=2467399
28. ↑  ”Serendipity Innovations” (på amerikansk engelska). Arkiverad från originalet den 30 september 2021. https://web.archive.org/web/20210930083901/http://serendipity.se/. Läst 30 september 2021.